# Aleksandar Prijović
Aleksandar Prijović, född 21 april 1990 i Sankt Gallen, Schweiz, är en serbisk fotbollsspelare.
På landslagsnivå representerade Prijović Serbien, han avslutade landslagskarriären 2019.

## Klubbkarriär
År 2013 skrev Prijović på ett 2,5-årskontrakt med Djurgårdens IF där han återförenades med sin tränare i Tromsø, Per-Mathias Høgmo. Här blev det ett hat trick i debutmatchen från start, mot IFK Norrköping, en match DIF vann med 3–2.
I augusti 2014 – bara drygt 1 år efter transfern till Djurgården där det blivit 27 allsvenska matcher och 10 mål – värvades Prijović till Boluspor i den turkiska andradivisionen. Övergångssumman kommunicerades inte ut av Djurgården.
I juli 2015 värvades Prijović av polska Legia Warszawa där han skrev på ett fyraårskontrakt. Redan efter 1,5 år i klubben värvades han dock i januari 2017 till grekiska PAOK på ett 4,5-årskontrakt.
I januari 2019 värvades Prijović av saudiarabiska Al-Ittihad.
Den 15 oktober 2021 gick Prijović på fri transfer till Western United, där han skrev på ett kontrakt till sommaren 2023.

## Landslagskarriär
Prijović representerade födelselandet Schweiz på U20- och U21-nivå men har representerat sina föräldrars hemland Serbien på U17, U18, U19- och A-landslagsnivå.
2018 var han uttagen i Serbiens VM-trupp.

### Webbkällor
- Aleksandar Prijović på Soccerway (engelska)
- Aleksandar Prijović på National-Football-Teams.com (engelska)
- Aleksandar Prijović på 90minut.pl
- Aleksandar Prijović på Soccerbase (engelska)